# أحمد أمين مرعشلي
أحمد أمين مرعشلي (8 يوليو 1929 - 16 يناير 1988) هو سياسي ومناضل عربي فلسطيني.

## حياته
سياسي ومناضل عربي فلسطيني، ولد في مدينة صفد بفلسطين عام 1929، وفيها أتم دراسته الابتدائية والإعدادية ثم اتتقل إلى الكلية الإبراهيمية في القدس ليتابع دراسته الثانوية فنالها عام 1947 والتحق بعدها بالعمل كمدرس للعلوم في مدرسة صفد الثانوية أعوام 1947-1948، ولما نشبت حرب 1948 دافع عن بلده صفد إلى أن احتلها الصهاينة، ثم انتقل إلى سورية حيث استقر بداية في حمص ودرّس في ثانوية خالد بن الوليد. وتزوج من أخت صديقه الدكتور شاكر الفحام السيدة نعيمة الفحام وعمل في حقل التدريس حتى عام 1958، بعد ذلك انتقل إلى دمشق لدراسة الحقوق في جامعة دمشق وحصل على شهادتها عام 1959.

## أعماله
تولى رئاسة دائرة الشؤون الاجتماعية والعمل في حمص، فرئاسة دائرة التوجيه التعاوني ودائرة العلاقات الزراعية في الإدارة المركزية بوزارة العمل وخلال الفترة من 1959-1964 تولى منصب المدير العام للهيئة العامة للاجئين الفلسطينيين في سورية ورئاسة مجلس إدارتها في الفترة من 1964-1966، وعضو المجلس الاستشاري لوكالة الغوث العالمية.
انتخب عضواً في اللجنة التنفيذية لمنظمة التحرير الفلسطينية ورئيس دائرة التربية والتعليم العالي (دائرة الشؤون التربوية والثقافية) بين سنتي 1971-1973، ثم مديراً عاماً لدائرة التربية والتعليم العلي في الفترة من 1973-1981، إضافة إلى ذلك فقد انتخب ممثلاً لفلسطين في المجلس التنفيذي للمنظمة العربية للتربية والثقافة والعلوم في الفترة من 1971-1981 وعضواً في المجلس الإداري لمركز التنسيق بين اللجان الوطبية العربية لليونسكو بين سنتي 1978-1981.
كان له الفضل الكبير والدور البارز في إنشاء الموسوعة الفلسطينية عام 1974.، وتولى رئاسة مجلس إدارتها منذ إنشائها حتى وفاته، كان حريصاً على إصدار الموسوعة حرصه على أولاده فلقد كان يدعو الله دائماً ألا يميته قبل أن يرى الموسوعة وقد خرجت إلى النور وأصبحت متداولة.
و قد صدر منها أربعة مجلدات وهي تمثل القسم العام وكانت بحق منارة حضارية وثقافية وفكرية عن فلسطين أرضاً وحضارة وشعباً وقضية، كما تم إنجاز القسم الخاص بخمسة مجلدات.
اختير عضواً في المجلس الوطني الفلسطيني مرتين، الأولى بين سنتي 1964-1966، والثانية بين سنتي 1973-1975. وكان أحد أعضاء الوفد الفلسطيني المركزي إلى الاتحاد السوفيتي في تموز 1972. وشارك في مؤتمرات القمة العربية: (القاهرة والإسكندرية 1964) (الدار البيضاء 1965) عضواً في الوفد السوري، وفي مؤتمرات رؤساء الحكومات العربية المنبثقة عن مؤتمرات القمة.
انعكست معتقداته النضالية وإيمانه بشعبه على عمله كمدير عام للهيئة العامة للاجئين الفلسطينيين العرب فاهتم بإنشاء العديد من المشاريع التي تحسن من أوضاع المعيشة للسكن في المخيمات الفلسطينية. وكان متصدياً باستمرار ضد كل تخفيض للخدمات التي تقدمها وكالة الغوث الدولية للفلسطينيين.
شارك وساهم بشكل واسع في الحقلين التربوي والثقافي على الصعيدين الفلسطيني والعربي، وأسهم في تأسيس المنظمة العربية للتربية والثقافة والعلوم (الأليسكو)، ومثل فلسطين في جميع مؤتمراتها بين أعوام 1971-1981، كما كان عضواً في المجلس التنفيذي لها خلال الأعوام العشرة 1971-1981، وترأس وفد فلسطين إلى الدورة الثامنة عشر لليونسكو في باريس سنة 1974، والتي قبلت فيها منظمة التحرير الفلسطينية عضواً مراقباً لأول مرة.
وتقديراً لجهوده فب المجالات العلمية والثقافية والتربوية ودوره في إنشاء وتطوير المنظمة العربية للتربية والثقافة والعلوم من خلال مشاركته في المجلس التنفيذي ومن موقعه كمدير عام لدائرة التربية والتعليم العالي منحته المنظمة العربية للتربية والثقافة والعلوم «الميدالية الفضية» في احتفال رسمي في إحدى جلسات المؤتمر العام كانون الأول 1981. كما وتم منحه «الميدالية الذهبية» في عام 2014.

## وفاته
توفي وهو في قمة عطائه الفكري والثقافي في 16 كانون الثاني 1988 في دمشق إثر نوبة قلبية مفاجئة.

## في رثائه
«كان معطاءً إلى ما لا حدود مع القريب والحدود، وفياً مع الأصدقاء، مخلصا للمبادئ، متفائلاً بالمستقبل، متنكراً لذاته في سبيل العمل أياً كان الموقع الذي فيه، مبتسماً حتى في أحلك الظروف، دقيقاً في الحديث وطرح الفكرة، حازماً عندما يتطلب الأمر ذلك، محباً ومحبوباً، متواضعاً بكبرياء، رجلاً في المواقف الصعبة، إنسانياً في العمل والمعاملة، كبيراً في كل شيء»
مضر مرعشلي
"هموم الإنسان بحجمه. هموم الكبار كبيرة. وهموم الإنسان العادي بسيطة تنحصر بتأمين المعيشة وشؤون الحياة اليومية.
أما أحمد المرعشلي فقد اتسعت همومه حتى شملت الوطن العربي من محيطه إلى خليجه. وامتدت من التاريخ حتى تعدته إلى المستقبل المنظور وغير المنظور. وتنوعت حتى احتوت السياسة والثقافة والتربية، والأمة والمجتمع والإنسان، والعقيدة والممارسة، والنضال المتعدد الأوجه. كانت همومه بحجم شخصه وشخصيته: عملاقة جبارة"
أنيس الصايغ
«إن الموسوعة الفلسطينية، بأقسامها الحاضرة والقادمة إن شاء الله، ستكون وستبقى كما أرادها وتصورها وكما أحبها وكما عمل من أجلها: موضوعية في المعالجة، وصدقاً في الالتزام، واستقلالاً في الفكر، ودقة في المعلومات، وشمولاً في النظر، وعمقاً في التحليل...عملاً خالداً فلسطينياً عربياً، بل عربياً فلسطينيا، لخدمة القضية الوطنية والقومية والثقافة العربية والفضائل والقيم الإنسانية، لخدمة الحق والحقيقة معاً» أنيس الصايغ